# Trennungsgeld
Trennungsgeld sind Erstattungsleistungen eines Dienstherrn, welche gezahlt werden für Aufwendungen, die einem Beschäftigten im öffentlichen Dienst entstehen, wenn er als Folge einer dienstlich veranlassten Maßnahme (z. B. Versetzung aus dienstlichen Gründen, Verlegung der Beschäftigungsbehörde, Abordnung oder Kommandierung (auch im Rahmen der Aus- und Fortbildung), Zuweisung und Einstellung) an einem anderen als seinem bisherigen Dienstort (politische Gemeinde) Dienst zu leisten hat und seine Wohnung weder in der gleichen politischen Gemeinde wie der neue Dienstort ist, noch im Einzugsgebiet liegt, d. h. auf einer üblicherweise befahrbaren Strecke nicht weniger als 30 Kilometer von der neuen Dienststätte entfernt ist.

## Trennungsgeld beim Bund
Rechtsgrundlage für die Gewährung von Trennungsgeld für Bundesbeschäftigte ist die Trennungsgeldverordnung. Berechtigt sind Bundesbeamte, Richter im Bundesdienst, Berufssoldaten und Soldaten auf Zeit (§ 1 Abs. 1 TGV). Gemäß § 44 TVöD Bund sind auch Tarifbeschäftigte des Bundes trennungsgeldberechtigt.
Trennungsgeld steht zu gemäß § 2 TGV nach Zusage der Umzugskostenvergütung, bei auswärtigem Verbleiben (§ 3 TGV) und bei täglicher Rückkehr zum Wohnort (§ 6 TGV). Für Heimfahrten werden Reisebeihilfen nach § 5 TGV gewährt.
Trennungsgeld wird gewährt in Form von Trennungsreisegeld (für die ersten 14 Tage nach beendeter Dienstantrittsreise), Trennungstagegeld (ab dem 15. Tag nach Dienstantrittsreise) und Trennungsübernachtungsgeld (die nachgewiesenen notwendigen Kosten aufgrund eines Mietvertrages einschließlich Nebenkosten für eine angemessene Zweitwohnung bis zu einem je nach Ort und Behörde festgesetztem Höchstbetrag).
Für 2020 steht Trennungstagegeld bei auswärtigem Verbleiben in Höhe von 8,60 Euro täglich für Ledige und 12,90 Euro für Verheiratete zu. Dies ergibt sich aus § 3 Abs. 3 TGV i. V. m. § 3 Abs. 1 Sozialversicherungsentgeltverordnung (SvEV). Für 2019 standen 8,37 Euro bzw. 12,55 Euro zu.
Ab dem 1. Juni 2020 beträgt das Trennungstagegeld 14 Euro unabhängig vom Familienstand (BGBl. I S. 27).
Trennungsgeld wird nicht von Amts wegen, sondern auf Antrag gewährt. Dieser muss binnen eines Jahres eingereicht werden. Ansonsten erlischt der Trennungsgeldanspruch (§ 10 Abs. 1 TGV).

### Auslandstrennungsgeld
Auslandstrennungsgeld nach der Auslandstrennungsgeldverordnung (ATGV) steht Bundesbeschäftigten zu bei Versetzungen, versetzungsgleichen Maßnahmen und Abordnungen vom Inland in das Ausland, im Ausland und vom Ausland in das Inland sowie bei Einstellungen im Ausland.

## Trennungsgeld im Freistaat Bayern
In Bayern haben Beamte, Richter und Tarifbeschäftigte des Freistaats Bayern, der Gemeinden, der Gemeindeverbände und sonstigen Körperschaften, Anstalten und Stiftungen des öffentlichen Rechts, die unter der Aufsicht des Staats stehen, einen Anspruch auf Zahlung von Trennungsgeld. In Bayern wird Trennungsgeld wie beim Bund nur auf schriftlichen Antrag gezahlt. Die Antragsfrist beträgt in Bayern ein halbes Jahr nach Beginn der Personalmaßnahme. Der Anspruch auf Zahlung von Trennungsgeld erlischt, wenn er nicht innerhalb eines halben Jahres nach Ablauf des maßgebenden Kalendermonats schriftlich geltend gemacht wird.

## Trennungsgeld in Sachsen
In Sachsen wird Trennungsgeld Beamten, Richtern und Arbeitnehmern des Freistaates Sachsen gewährt, denen aus dienstlichen Gründen Kosten für das regelmäßige Pendeln zwischen Wohnort und Arbeitsplatz oder für Umzüge oder für Kosten einer doppelten Haushaltsführung aus dienstlichen Gründen entstehen.

## Trennungsgeld in Hessen
Trennungsgeld wird in Hessen den Beamten und Richtern, die unter das Hessische Beamtengesetz fallen, gezahlt, wenn eine Versetzung aus dienstlichen Gründen, eine Verlegung der Behörde, eine vorübergehende Zuteilung zu einem anderen Teil der Behörde, die Zuweisung eines neuen Richteramtes oder eine vorübergehende Beschäftigung bei einer anderen Behörde erfolgt. Das Trennungsgeld wird nur gezahlt, wenn „Der neue Dienstort ein anderer als der bisherige Dienstort ist und die Wohnung nicht im Einzugsgebiet des neuen Dienstortes [...] liegt“ (§1, Abs. 2, Nr. 1 HTGV).